# Койовец
Койовец или Койовци (на албански: Kojavec или Kojaveci) е село в Албания, в община Булкиза (Булчица), административна област Дебър.

## География
Селото е разположено в историкогеографската област Голо бърдо.

## История
В „Етнография на вилаетите Адрианопол, Монастир и Салоника“, издадена в Константинопол в 1878 година и отразяваща статистиката на населението от 1873 година Коювци (Coiuvtzi) е посочено като село с 20 домакинства с 14 жители помаци.
В 1940 година Миленко Филипович пише че Койовци (Коjовци) е махала на Лешничани, в която живеят само мюсюлмани. Последните жени християнки от Лешничани и Койовци се изселват в Стеблево. Родът Койовци в село Гиновец е от Койовец.
След Балканската война в 1912 година Койовец попада в Албания.